# إيرول لي
إيرول لي (بالإنجليزية: Errol Lee)‏ هو رابر جامايكي، ولد في 27 أغسطس 1968.

## وصلات خارجية
- الموقع الرسمي